# Памятник воинам-землякам (Булгунняхтах)
«Памятник воинам-землякам, участникам Великой Отечественной войны» — мемориальный памятник, посвящённый памяти воинов погибших в годы Великой Отечественной войны в селе Булгунняхтах, Мальжагарского 1-го наслега, Хангаласский улуса, Республики Саха (Якутия). Памятник истории местного значения.

## Общая информация
После завершения Великой Отечественной войны в городах и сёлах республики Якутия стали активно возводить первые памятники и мемориалы, посвящённые павшим солдатам. Памятник в селе Булгунняхтах Хангаласского улуса был возведён в 1970 году, а за два года началась проектная работа по созданию искизов будущего мемориала. Автором проекта выступил местный художник, учитель Булгунняхтахской средней школы Христофоров Пётр Ильич. В основном, работа над памятником велась в теплый сезон с весны до глубокой осени. После уроков Пётр Ильич бежал с полными водой ведрами на «вторую» работу, бережно ухаживая за своими скульптурными работами. 7 ноября 1970 года памятник был торжественно открыт. На протяжении пятнадцати лет памятник улчшался, добавлялись новые элементы композиции.

## История
Из Хангаласского улуса (района) на защиту Отечества во время Великой Отечественной войны было призвано 2540 человек, том числе из 3-х наслегов — 1-го Мальжагарского, Сатинского и Булгунняхтахского призвано 298 человек, погибло — 123.

## Описание памятника
Памятник представляет собой комплекс из стелы в виде наконечника сабли, бюста женщины с детьми на фоне горельефа, двух бюстов тружеников тыла, двух мемориальных плит и вечного огня. Железобетонное основание заложено под монумент. Надежду на победу и счастливую жизнь подчёркивает бюст женщины на фоне горельефа. На горельефе изображены головы солдат. В верхней части надпись: «1941-1945», в нижней части георгиевская лента. Позади бюста женщины с детьми размещена стела в виде сабли. Вся эта композиция установлена на прямоугольной бетонной площадке, к которой с лицевой стороны примыкают две бетонные плиты с надписью «1945» и «1995». Справа и слева находятся бюсты тружеников тыла. В середине площадки сооружена звезда с Вечным огнем. Перед звездой размещены цветники. Справа и слева от звезды установлены мемориальные плиты с 6 дюралюминиевыми досками, на которых нанесены имена участников Великой Отечественной войны. Трехступенчатая лестница ведёт к монументу. По бокам памятника установлены флагштоки с орденами. С левой стороны от памятника установлен сэргэ (коновязь). На верхушке чороон (национальный якутский сосуд для хранения и потребления кумыса). Участок ограждён металлической, узорчатой, решетчатой оградой.
В соответствии с приказом Министерства культуры и духовного развития Республики Саха (Якутия) «О включении выявленного объекта культурного наследия „Памятник воинам-землякам, участникам Великой Отечественной войны“, расположенного по адресу Республика Саха (Якутия), Хангаласский улус (район), с. Булгунняхтах», памятник внесён в реестр объектов культурного наследия народов Российской Федерации местного значения и охраняется государством.